# جوزپه موروتزی
جوزپه موروتزی (ایتالیایی: Giuseppe Moruzzi؛ ۳۰ ژوئیهٔ ۱۹۱۰ – ۱۱ مارس ۱۹۸۶) یک دانشمند و متخصص فیزیولوژی عصبی مشهور اهل ایتالیا بود. 
وی یکی از سه دانشمندی بود که رابطهٔ مابینِ فرایند «بیداری» را با بخشی از مغز به‌نام تشکیلات مشبک کشف کرد. کارهای او سبب شد تا «خواب» را پدیده‌ای فعال (و نه انفعالی و غیرفعال) در مغز بدانند.
وی در خانواده‌ای با سابقه شغلی پزشکی بزرگ شد: پدرش پزشک عمومی، پدر پدربزرگش استاد آسیب‌شناسی و عمویش از همکاران ژان-مارتن شارکو بود. او در دانشگاه پارما و زیر نظر یکی از شاگردان کامیلو گلجی تحصیل کرد و سپس با یکی از استادان فیزیولوژی عصبی به نام ماریو کامیس به بولونیا رفت.

## حرفه
از سال ۱۹۳۷، «جوزپه موروتزی» نزد «فردریک برمر» در مؤسسه فیزیولوژی عصبی دانشگاه بروکسل به تحصیل پرداخت. پس از آن، در مؤسسه فیزیولوژی عصبی دانشگاه کمبریج تحت نظر ادگار آدریان کار کرد. این دو با هم به‌خاطر ثبت فعالیت‌های الکتریکی نورون‌های حرکتی منفرد در مسیرهای هرمی مغز شهرت یافتند. در سال‌های پس از جنگ جهانی دوم، بسیاری از دانشمندان اروپایی به ایالات متحده آمریکا مهاجرت کردند. موروتزی نیز به دانشگاه نورث‌وسترن رفت تا با دانشمند مغز و اعصاب، «استیون رَنسن»، همکاری کند. در آنجا، با «هُراس وینچل مگون» و «دونالد بی. لیندزلی» آشنا شد و آن‌ها با هم در تلاش بودند تا فرایندهای عصبی مسئول بیداری را شناسایی کنند.
تا دهه ۱۹۴۰، برخی دانشمندان باور داشتند که بیداری تنها نیازمند دریافت ورودی حسی کافی است و نیازی به فرآیند خاصی درون مغز ندارد. اما در آزمایشی در سال ۱۹۴۹ که روی یک گربه انجام شد، موروتزی و مگون نشان دادند که تحریک ناحیه‌ای خاص از مغز (در نزدیکی محل تلاقی پل مغز و میان‌مغز) حالت هوشیاری ایجاد می‌کند. این ناحیه بعدها به‌عنوان «سامانه فعال‌کننده شبکه‌ای» یا تشکیلات مشبک شناخته شد. در ادامه‌ی آزمایش، آن‌ها تشکیلات مشبک گربه را بدون آسیب رساندن به اعصاب حسی، قطع کردند؛ نتیجه این بود که گربه دچار حالت کما شد. این آزمایش نگاه دانشمندان به خواب را تغییر داد: از فرآیندی منفعل به فرآیندی فعال که توسط مغز کنترل می‌شود.